# Harmonia de jazz

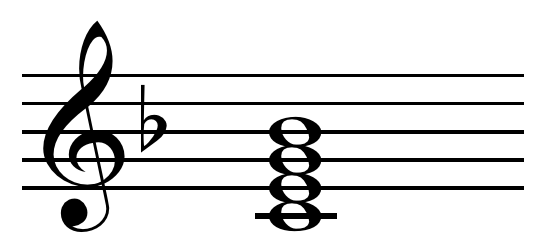
Acorde de sétima da dominante em Dó: Dó ^{7}. O si é bemol, logo o intervalo entre dó e sib é uma 7ªm em vez da 7ªM que era de esperar. Isto resulta na instabilidade deste acorde.

A Harmonia de jazz é a teoria e a prática de como os acordes são usados na música jazz. O jazz tem certas semelhanças com outras práticas na tradição da harmonia ocidental, como muitas progressões de acordes e a incorporação das escalas maiores e menores como base para a construção de acordes. No jazz, os acordes são frequentemente arranjados verticalmente em terceiras maiores ou menores, embora que quartas também sejam bastante comuns.  Além disso, a música jazz tende a favorecer certas progressões harmónicas e incluir tensões e intervalos com 9as, 11as e 13as nos acordes. Além disso, as escalas exclusivas do estilo são usadas como base de muitos elementos harmónicos encontrados no jazz. A harmonia do jazz é notável pelo uso de acordes de sétima como unidade harmónica básica com mais frequência do que tríades, como na música do período clássica .  Nas palavras de Robert Rawlins e Nor Eddine Bahha, «os acordes de sétima fornecem os blocos de construção da harmonia do jazz».
O piano e a guitarra (violão) são os dois instrumentos que normalmente fornecem harmonia para um grupo de jazz. Os músicos que tocam esses instrumentos lidam com a harmonia num contexto de improvisação fluida e em tempo real, como algo natural. Este é um dos maiores desafios do jazz.
No contexto de uma big band, a harmonia é a base para o material de instrumentos de sopro, contraponto melódico e assim por diante. Espera-se que o solista improvisador tenha um conhecimento completo dos princípios básicos da harmonia, bem como sua própria abordagem única aos acordes e sua relação com as escalas. Um estilo pessoal é composto por esses blocos de construção e um conceito rítmico.
Os compositores de jazz também usam a harmonia como um elemento estilístico básico. A harmonia aberta e modal é característica da música de McCoy Tyner, enquanto que  a rápida mudança de centros tonais é uma marca registada do período intermediário da escrita de John Coltrane . Horace Silver, Clare Fischer, Dave Brubeck e Bill Evans são pianistas cujas composições são mais típicas do estilo rico em acordes associado aos pianistas-compositores. Joe Henderson, Woody Shaw, Wayne Shorter e Benny Golson não são pianistas, mas também têm um forte senso do papel da harmonia na estrutura e no clima da composição. Esses compositores (incluindo também Dizzy Gillespie e Charles Mingus, que gravaram raramente como pianistas) têm musicalidade baseada em acordes no piano, embora não sejam teclistas.
A cadência perfeita (V-I) é a mais importante tanto na harmonia clássica quanto na do jazz, embora que no jazz siga frequentemente  um acorde do segundo grau (ii ou II) servindo como predominante . Para citar Rawlins e Bahha: «A progressão ii-VI fornece a pedra angular da harmonia do jazz».
O ii-VI ( Play ii-V-Iⓘ ) pode aparecer de forma diferente em tonalidades Maiores ou menores, m7 - dom - maj7 ou m7 ♭ 5 - dom ♭ 9 - menor .
Outras características centrais da harmonia do jazz são as rearmonizações diatónicas e não diatónicas, a adição do acorde V7(sus4) como um acorde funcional dominante e não dominante, a troca Maior/menor (picardia), a harmonia do blues, as dominantes secundárias, as dominantes estendidas, a resolução enganosa, acordes ii-V7 relacionados, as modulações diretas, o uso de contrafatos, modulações de acordes comuns e as modulações de acordes dominantes a suar progressões do tipo: ii-V.
O bebop ou jazz «direto», no qual apenas algumas de todas as extensões e alterações possíveis são usadas, distingue-se da harmonia jazzística livre, de vanguarda ou pós-bop.

## Símbolos de acordes
A prática analítica no Jazz reconhece quatro tipos básicos de acordes, além de acordes de sétima diminuta. Os quatro tipos básicos de acordes são Maior, menor, menor-maior e dominante(dom). Quando escritos numa tabela de jazz, esses acordes podem ter alterações especificadas entre parênteses após o símbolo do acorde. Uma nota alterada é uma nota que representa um desvio do tom canônico do acorde.[carece de fontes?]
Há uma variedade de símbolos de acordes usados na notação de jazz. Um músico de jazz deve ter facilidade com os estilos de notação alternativos que são usados. Os exemplos de símbolos de acordes a seguir usam Dó como nota fundamental para fins de exemplo.
| Símbolos equivalentes (com as notas na escrita inglesa)                                        |  | Notas presentes no acorde do exemplo |  | Nome                                     | Áudio |
| ---------------------------------------------------------------------------------------------- |  | ------------------------------------ |  | ---------------------------------------- | ----- |
| CΔ, CM7, Cmaj7                                                                                 |  | CEGB                                 |  | acorde de sétima maior                   | Playⓘ |
| C7                                                                                             |  | CEGB♭                                |  | acorde de sétima dominante               | Playⓘ |
| C-7, Cm7                                                                                       |  | CE ♭ GB ♭                            |  | acorde de sétima menor                   | Playⓘ |
| C-Δ7, CmM7, C⑦                                                                                 |  | CE ♭ GB                              |  | acorde de sétima menor/maior             | Playⓘ |
| Dó∅, Cm7 ♭ 5, Dó-7 ♭ 5                                                                         |  | CE ♭ Sol ♭ Si ♭                      |  | acorde de sétima meio diminuta           | Playⓘ |
| C Erro ao usar {{símbolo musical}}: não foi possível analisar o símbolo musical "dim" 7, Cdim7 |  | CE ♭ Sol ♭ Si                        |  | acorde de sétima totalmente diminuta     | Playⓘ |
| C7sus                                                                                          |  | CFGB ♭                               |  | acorde de 4ª suspenso dominante ou menor | Playⓘ |

A maioria dos símbolos de acordes de jazz designam quatro notas. Cada uma delas normalmente tem um papel como a raiz, a terceira, a quinta ou a sétima, embora possam ser alteradas e possivelmente usar uma grafia enarmónica que mascara tal identidade subjacente. Por exemplo, o teórico da harmonia do jazz Jim Knapp sugeriu que as alterações 9 ♭ e até mesmo 9 ♯ servem na função fundamental.
O sistema de nomenclatura de acordes de jazz é tão determinístico quanto o compositor desejar. Uma regra geral é que as alterações de acordes são incluídas em um gráfico somente quando a alteração aparece na melodia ou é crucial para a essência da composição. Improvisadores habilidosos são capazes de fornecer um vocabulário harmônico idiomático e altamente alterado, mesmo quando os símbolos de acordes escritos não contêm alterações.
É possível especificar acordes com mais de quatro notas. Por exemplo, o acorde C-Δ9 contém as notas (CE ♭ GBD).

## Escala menor melódica
Grande parte da harmonia do jazz é baseada na escala menor melódica (usando apenas a escala ascendente, conforme definida na harmonia clássica). Os modos desta escala são a base de muitas improvisações de jazz e são nomeados de várias maneiras, como abaixo, usando a tonalidade de Dó menor como exemplo:
O acorde do sétimo grau (VII) é rico, em especial, em alterações. Como contém as notas e alterações (I, ♭ 9, m3/ ♯ 9, M3, ♭ 5/ ♯ 11, ♭ 13, m7), é particularmente importante no idioma harmónico do jazz, principalmente como um acorde V em uma tonalidade menor. No nosso exemplo de tonalidade de Dó menor, o acorde formado na dominante (V) é Sol7, então o improvisador usaria a escala alterada Sol7 (modo VII do ♭ menor melódico). Uma progressão completa de ii-vi em dó menor com sétima, quinta estendida e nona bemol pode sugerir o seguinte:
| ii |  | D∅      |  | D Locrian Erro ao usar {{símbolo musical}}: não foi possível analisar o símbolo musical "sharp" 2 (modo VI da escala F menor melódica) |
| V  |  | G7(alt) |  | Escala alterada de Sol (modo VII da escala menor melódica de Lá ♭ )                                                                    |
| EU |  | Cm(∆)   |  | Dó menor melódico (modo I da escala Dó menor melódica)                                                                                 |